# Berg (powiat Hof)
Berg – gmina w Niemczech, w kraju związkowym Bawaria, w rejencji Górna Frankonia, w regionie Oberfranken-Ost, w powiecie Hof. Leży przy autostradzie A9.
Gmina położona jest 12 km na południowy zachód od Hof i 48 km na północ od Bayreuth.

## Podział administracyjny
W skład gminy wchodzą następujące części gminy:
| - Bartelsmühle - Berg - Blumenaumühle - Brandstein - Bruckmühle - Bruck - Bug - Eisenbühl - Erzengel | - Feldmühle - Geiersberg - Gottsmannsgrün - Hadermannsgrün - Holler - Lerchenhaag - Lohwiese - Maihof | - Moos - Rudolphstein - Sachsenvorwerk - Schnarchenreuth - Steinbühl - Steingrün - Rothleiten - Tiefengrün - Untertiefengrün - Wacholderreuth - Waldlust - Weißenbachmühle - Wiesenhaus |

## Historia
Pierwsze wzmianki o Bergu pojawiły się 5 kwietnia 1322. Jako część pruskiego Księstwa Bayreuth w wyniku Traktatu tylżyckiego z 1807 w 1810 miejscowość stała się częścią Bawarii. Gmina Berg powstała w roku 1818.

## Polityka
Wójtem jest Peter Rödel (ÜWG). Rada gminy składa się z 15 członków:

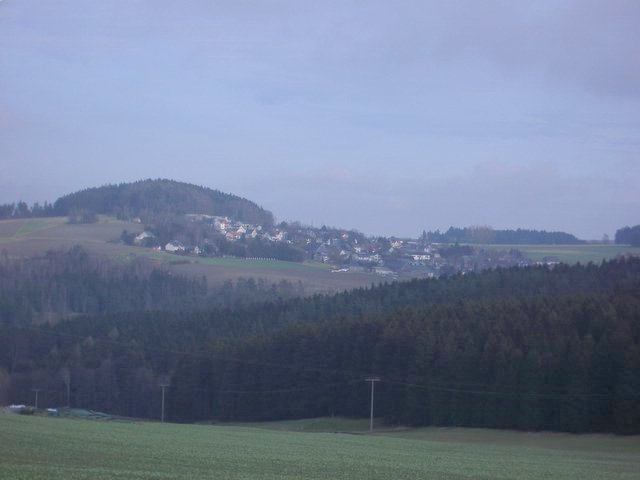
Dzielnica Eisenbühl i góra Gupfen

|      | CSU | SPD | ÜWG | Razem     |
| 2002 | 6   | 4   | 5   | 15 miejsc |

## Współpraca
Miejscowość partnerska:
- Berg, Szwecja